# 底特律 (緬因州)
底特律（英語：Detroit）是一個位於美國緬因州薩默塞特縣的鎮。

## 人口
根據2020年美國人口普查的數據，底特律的面積為52.89平方千米，當中陸地面積為52.45平方千米，而水域面積為0.44平方千米。當地共有人口885人，而人口密度為每平方千米17人。